# ヒューマンエージェントインタラクション
ヒューマンエージェントインタラクション（HAI、英: Human-Agent Interaction）とは、人とさまざまなエージェントとの間のインタラクションを扱う学際研究であり、科学と工学の交差点、人工知能、認知科学、バーチャルエージェント、ロボティクス、脳科学、心理学、メディアコミュニケーションの交流点となる研究領域である。
主な研究目的は、人間とエージェント間のインタラクションデザインの方法論を確立することと、その工学的応用である。HAIのコアキーワードは、エージェントとエージェンシー（エージェント性）である。エージェントの基礎技術、エージェント応用、エージェントに対する科学的知見など、これらに関連する事項すべてに関して、インタラクション研究というフレームワークのもとで分野横断的に議論されている。
ここでエージェントとは、コンピュータのソフトウェアか（ロボットのような）ハードウェアかによらず、一定程度自律的に学習・推論する能力をもった主体のことを指す。つまり、知的エージェントあるいは自律エージェント のことを意味する。またエージェントは人と人の間を媒介する存在（mediator）としての役割・機能も含む。さらに、人や動物もエージェントに含める場合もある。人（ユーザ）にとって利用しやすいエージェントをどのように設計・実現するかという工学的な問いと同時に、「人は何をエージェントとして捉えるのか」、あるいは「人は対象にどのような性質を読み取るとエージェントとして捉えるのか」という、心理学、認知科学、哲学にもかかわる問いを同時に考究することを目的としている。したがって、Media Equationで定義された、ユーザが無意識に人工物に対して行ってしまっている社会的行動や、認知的負荷を低減するために意図をもった行為者がそこにいるかのように振る舞うsuspension of disbeliefの概念も含む。
近い研究領域として、Human-computer Interaction(HCI)やHuman–robot interaction(HRI)が挙げられる。前者では、人とのインタラクションを構成する対象は、コンピュータや情報システムによって提供されるインタフェースやデバイスであり、後者では、物理的な実体をもつロボットである。そしてどちらの研究分野においても、その対象は、インタラクションを行っているもう一つの主体である人（ユーザ）の認知過程とはほぼ独立に人為的に設計・実現され、操作される。それに対してHAIの場合には、その対象は、仮想的なものや主観的な存在、シンボリックな表象、意識化の反応によって顕在化するものなど、HCIやHRIでは対象とされてこなかったものである。そして、そのような対象が人とインタラクションを行う際に、人がどのような認知過程を示すのか、その認知過程に影響するエージェントの情報表出や情報処理機構とはどのようなものかを中心に研究を進める。すなわち、HAI、HCI、HRIの三者で、ユーザである人が適応しやすい人工物やシステムを設計するという研究目的は共有しているものの、HAIでは特に、人（ユーザ）の認知機構、特に人工物への適応学習の機構を重視している。その背景には、人こそが最も適応的な存在だという認知科学的な知見が存在する（参考: コグニティブインタラクション）。

## 学術会議
この研究領域を先導しているのは日本の研究者であり、HAIの研究者が集まり、研究発表を行う独立した研究会も日本で最初に成立した。具体的には、2006年以降、(社)人工知能学会、(社)情報処理学会、(社)電子情報通信学会、ヒューマンインタフェース学会などの協賛を得る形で、HAIシンポジウムが毎年開催されてきた。また、2013年以降、日本の研究者が中心となって、International Conference on Human-Agent Interactionを開催し、それ以降毎年、各国で開催されている（2012年にはworkshopという形式で開催された）。2014年からはACMが共催となった。その他、IEEEやACM、および独立した学会が主催する以下の科学および工学に関わる学術会議で、HAIに相当する分野を扱っている。

### その他の学術会議（一部）
- CogSci:  Annual Meeting of the Cognitive Science Society
- HRI: ACM/IEEE International Conference on Human–robot interaction
- RO-MAN: IEEE International Symposium on Robot and Human Interactive Communication
- AAMAS:  International Conference on Autonomous Agents and Multiagent Systems
- IJCAI: International Joint Conference on Artificial Intelligence